# Liste der Bodendenkmale in Lemwerder
In der Liste der Bodendenkmale in Lemwerder sind die Bodendenkmale der niedersächsischen Gemeinde Lemwerder aufgeführt. Die Quelle ist der Denkmalatlas Niedersachsen.
- Bitte beachten Sie, dass diese Liste keinen Anspruch auf Vollständigkeit erhebt.
- Die Angaben ersetzen nicht die rechtsverbindliche Auskunft der zuständigen Denkmalschutzbehörde.
- Es sind nur Daten aus dem Denkmalatlas verarbeitet.
- Der Stand der Liste ist der 26. April 2025.

Lemwerder im Landkreis Wesermarsch

## Allgemein
In den Spalten finden sich folgende Informationen des Bodendenkmales:
| Lage         | geographische Koordinaten                                                           |
| Bezeichnung  | Bezeichnung lt. Denkmalatlas                                                        |
| Beschreibung | Beschreibung lt. Denkmalatlas                                                       |
| ID           | Objekt-ID                                                                           |
| Bild         | Bild, ggf. zusätzlich mit Link zu weiteren Fotos im Medienarchiv Wikimedia Commons. |

## Altenesch
| Lage                       | Bezeichnung                  | Beschreibung | ID       | Bild |
| -------------------------- | ---------------------------- | ------------ | -------- | ---- |
| 53° 7′ 39″ N, 8° 37′ 25″ O | Altenesch 25, Kirchwurt      |              | 32200002 | BW   |
| 53° 6′ 58″ N, 8° 38′ 43″ O | Altenesch 26, Wurt           |              | 32200021 | BW   |
| 53° 6′ 40″ N, 8° 38′ 50″ O | Altenesch 27, Burg Weyhausen |              | 32200001 | BW   |

## Bardewisch
| Lage                       | Bezeichnung        | Beschreibung | ID       | Bild |
| -------------------------- | ------------------ | ------------ | -------- | ---- |
| 53° 8′ 28″ N, 8° 34′ 33″ O | Bardewisch 2, Wurt |              | 32200128 | BW   |